# Tuc Watkins
Tuc Watkins, all'anagrafe Charles Curtis Watkins III (Kansas City, 2 settembre 1966), è un attore statunitense.

## Biografia
Dopo svariate comparse, tra cui quelle in General Hospital, ha raggiunto una discreta fama interpretando Bob Hunter in Desperate Housewives.
Nel 1999 ha partecipato al film La mummia, nel ruolo del Mr. Burns. È noto anche per il ruolo di David Vickers nella soap opera Una vita da vivere, interpretato da 1994 al 1996 e ripreso nel 2001. Nel 2013 partecipa come guest star alla quarta stagione della serie tv Warehouse 13 nell'episodio Instinct, qui è affiancato da Ricardo Antonio Chavira, con cui aveva già recitato in Desperate Housewives.
Nell'aprile del 2013 è apparso nel talk show di Marie Osmond, dove ha fatto coming out, dichiarando pubblicamente la propria omosessualità. È padre di due gemelli, Catchen e Curtis, avuti da madre surrogata.
Nel 2018 è protagonista a Broadway del dramma The Boys in the Band, in scena al Booth Theatre dal 28 aprile all'11 agosto. Prodotto da Ryan Murphy, questo allestimento celebra il cinquantesimo anniversario di The Boys in the Band e il cast comprende Jim Parsons (Michael), Zachary Quinto (Harold), Andrew Rannells (Larry), Charlie Carver (Cowboy) e Matt Bomer (Donald) con la regia di Joe Mantello.

## Filmografia

### Cinema
- Tutti conoscono Roberta (Little Sister), regia di Jimmy Zeilinger (1992)
- The Thin Pink Line, regia di Joe Dietl (1998)
- La mummia (The Mummy), regia di Stephen Sommers (1999)
- The Good Shepherd - L'ombra del potere (The Good Shepherd), regia di Robert De Niro (2006)
- The Boys in the Band, regia di Joe Mantello (2020)
- The Electric State, regia di Anthony e Joe Russo (2025)

### Televisione
- Get a Life – serie TV, episodio 1x02 (1990)
- Genitori in blue jeans (Growing Pains) – serie TV, episodio 6x06 (1990)
- Harry e gli Henderson (Harry and the Hendersons) – serie TV, episodio 1x17 (1991)
- Sisters – serie TV, 4 episodi (1991-1992)
- Sibs – serie TV, episodio 1x11 (1992)
- Baywatch – serie TV, episodio 2x21 (1992)
- Santa Barbara – serie TV, episodio #2.040 (1992)
- Melrose Place – serie TV, episodio 1x19 (1993)
- Una vita da vivere (One Life to Live) – soap opera, 276 episodi (1994-1996; 2001-2013)
- Alta marea (High Tide) – serie TV, episodi 3x06-3x07 (1996)
- General Hospital – soap opera (1996-1997)
- Due poliziotti a Palm Beach (Silk Stalking) – serie TV, episodi 7x02 (1997)
- C-16: FBI – serie TV, 3 episodi (1997-1998)
- Beggars and Chooser - serie TV, 42 episodi (1999-2001)
- NYPD - New York Police Department (NYPD Blue) – serie TV, episodio 7x13 (2000)
- Un trofeo per Justin (Miracle in Lane 2), regia di Greg Beeman – film TV (2000)
- In tribunale con Lynn (Family Law) – serie TV, episodio 2x19 (2001)
- Six Feet Under – serie TV, episodio 2x02 (2002)
- CSI - Scena del crimine (CSI: Crime Scene Investigation) – serie TV, episodio 2x20 (2002)
- La valle dei pini (All My Children) – soap opera, episodi #9.046 e #9.047 (2005)
- Cold Case - Delitti irrisolti (Cold Case) – serie TV, episodio 5x07 (2007)
- Desperate Housewives – serie TV, 42 episodi (2007-2012)
- Baby Daddy – serie TV, episodio 1x06 (2012)
- The Glades – serie TV, episodio 3x06 (2012)
- Parks and Recreation – serie TV, episodi 4x11, 5x12 e 6x13 (2012-2014)
- Maron – serie TV, episodio 1x01 (2013)
- Warehouse 13 – serie TV, episodio 4x15 (2013)
- Anger Management – serie TV, episodio 2x40 (2013)
- Diario di una nerd superstar (Awkward) – serie TV, 4 episodi (2014)
- Major Crimes – serie TV, episodi 3x18-3x19 (2015)
- C'è sempre il sole a Philadelphia (It's Always Sunny in Philadelphia) – serie TV, episodio 11x09 (2016)
- Castle – serie TV, episodio 8x10 (2016)
- Ballers – serie TV, episodio 2x02 (2016)
- Black Monday – serie TV, 7 episodi (2020-2021)
- Uncoupled – serie TV, 4 episodi (2022)
- The Sex Lives of College Girls – serie TV, episodio 2x07 (2022)

## Doppiatori italiani
Nelle versioni in italiano delle opere in cui ha recitato, Tuc Watkins è stato doppiato da:
- Francesco Bulckaen in Desperate Housewives, Castle, Uncoupled
- Roberto Gammino in The Glades
- Franco Mannella in The Boys in the Band
- Patrizio Prata in Beggars and Choosers
- Stefano Thermes in Criminal Minds
- Roberto Certomà in Major Crimes
- Andrea Lavagnino in Paradise
- Mauro Magliozzi in The Electric State

## Teatro
- The Boys in the Band di Mart Crowley, regia di Joe Mantello. Booth Theatre di Broadway (2018)
- The Inheritance di Matthew Lopez, regia di Stephen Daldry. Geffen Playhouse di Los Angeles (2022)